# Albert Bouchard
Albert Bouchard (Watertown, 24 maggio 1947) è un batterista statunitense.
È famoso per essere stato il batterista della hard rock band Blue Öyster Cult fino al 1981. Nel 1985 tornò nella band per un breve periodo, solo per la conclusione di un tour. Suo  fratello Joe è stato per molti anni il bassista dello stesso gruppo.
Nel 2020 annuncia il suo album Re Imaginos, una versione moderna dell'album Imaginos che inizialmente doveva essere un progetto solista con Sandy Pearlman ma che venne poi venduto ai Blue Öyster Cult. Il 25 settembre 2020 viene pubblicato il primo singolo "Black Telescope", una rivisitazione della canzone "Workshop of the Telescope". Viene anche annunciato che l'album uscirà il 6 novembre dello stesso anno.

## Discografia

### Con i Blue Öyster Cult

#### Album registrati in studio
- 1972 - Blue Öyster Cult
- 1973 - Tyranny and Mutation
- 1974 - Secret Treaties
- 1976 - Agents of Fortune
- 1977 - Spectres
- 1979 - Mirrors
- 1980 - Cultösaurus Erectus
- 1981 - Fire of Unknown Origin

#### Album live
- 1975 - On Your Feet or on Your Knees
- 1978 - Some Enchanted Evening

### Con i David Roter Method
- 1987 - Bambo
- 1997 - Find Something Beautiful
- 2000 - They Made Me

### Con The Brain Surgeons
- 1994 - Eponymous
- 1995 - Trepanation
- 1996 - Box of Hammers
- 1997 - Malpractise
- 1999 - Piece of Work

### Con Les Vegas
- 1999 - Fools Gold

### Con gli X Brothers
- 1999 - Solid Citizens

### Da solista
- 2020 - Re Imaginos